# Col Conor
Le col Conor, en anglais Conor Pass, est un col de la péninsule de Dingle, dans le comté de Kerry en Irlande. Il relie la baie de Brandon à Dingle.

## Géographie
Le col est situé entre les collines de Slievanea (674 m) et An Bhinn Dubh (532 m). La route est sinueuse et étroite, au bord de la falaise, longeant le flanc du Slievanea.

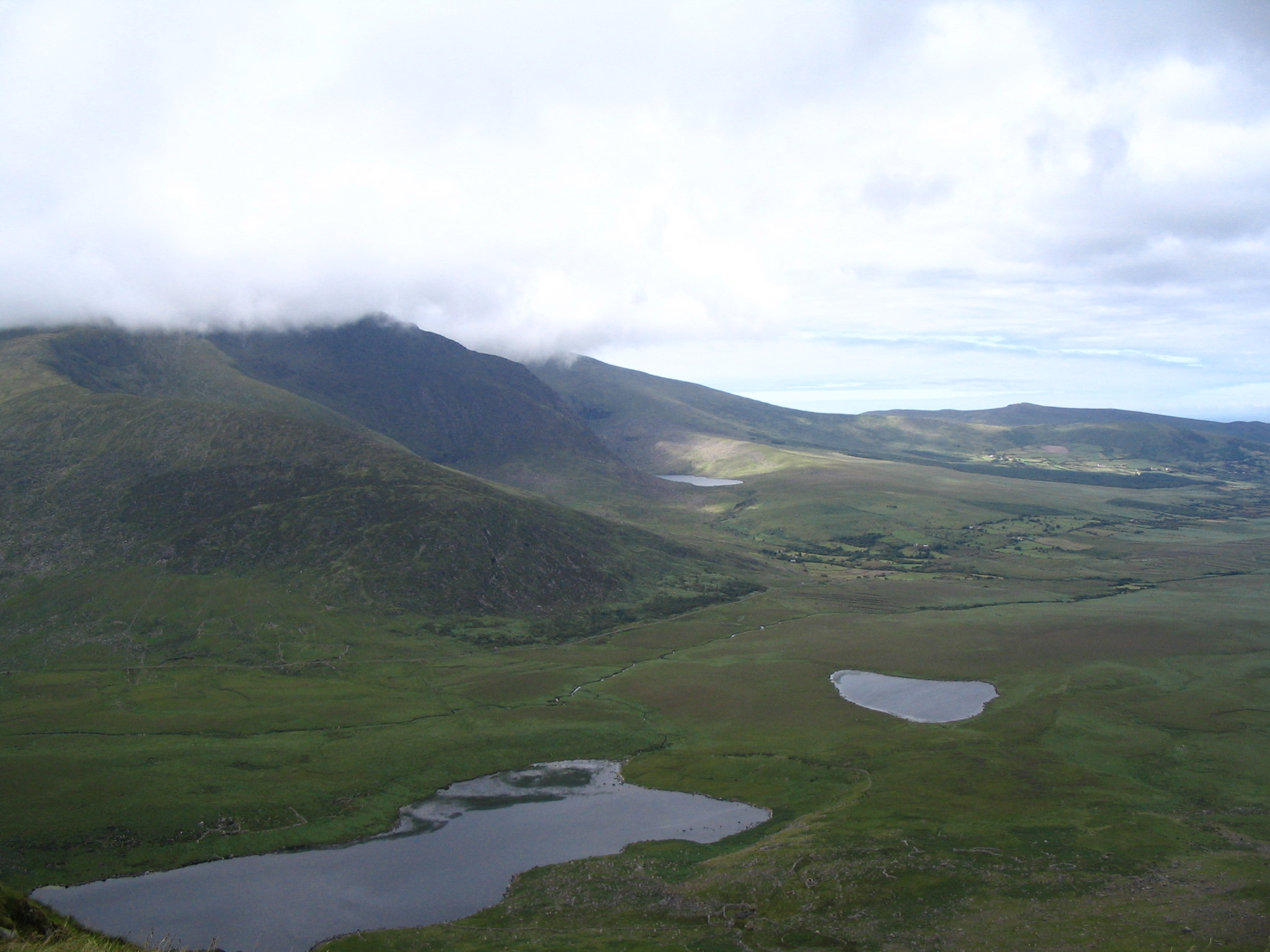
Au nord, la vallée An Ghoill Mhorr depuis le col
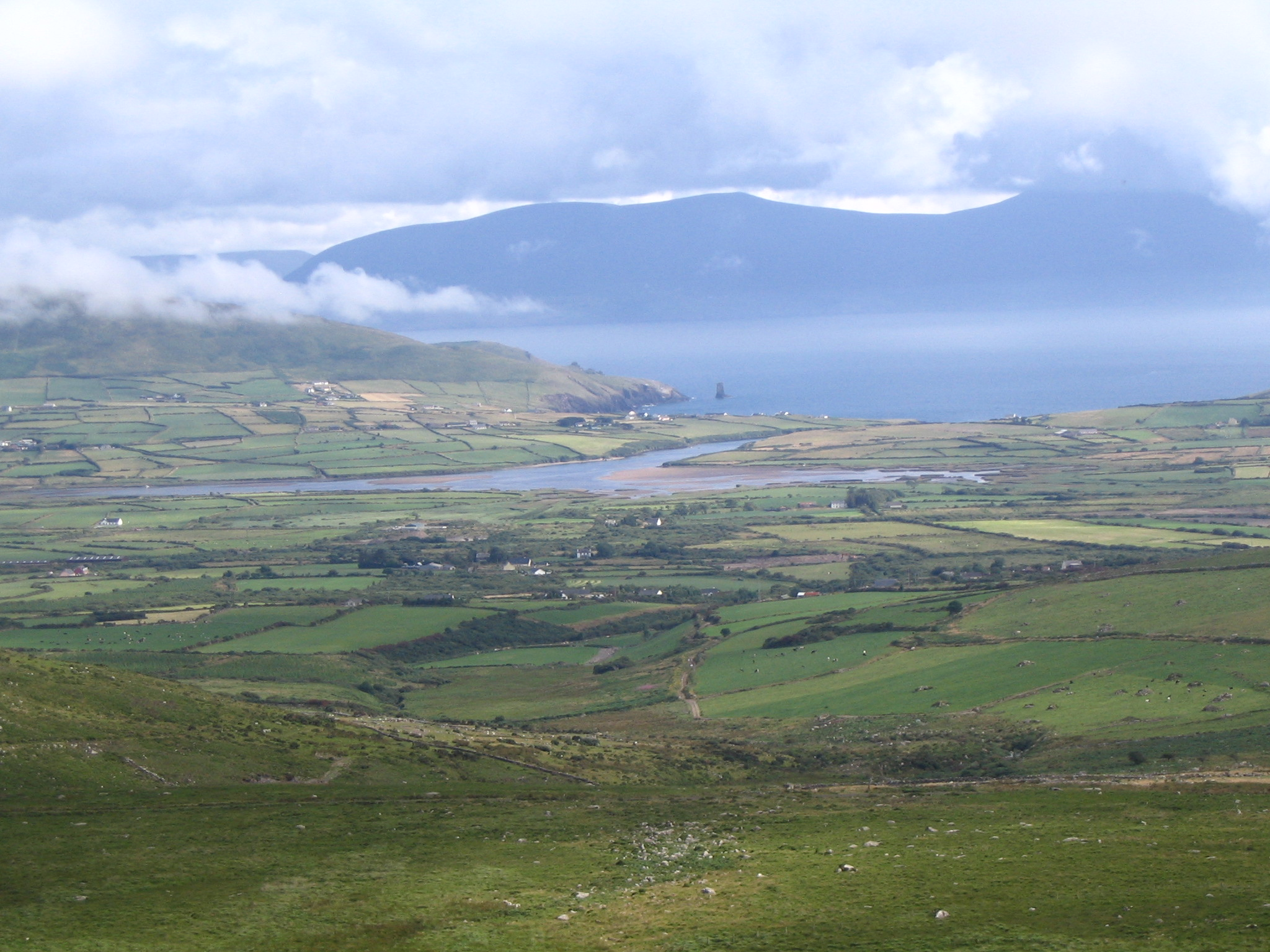
Bull's Head et Dingle Bay depuis le col Conor